# 巴爾塔河
巴爾塔河是東歐的河流，位於立陶宛和拉脫維亞西部，河道全長103公里，流域面積2,016平方公里，最終注入利耶帕亞湖，河畔城鎮有斯庫奧達斯。
56°24′59″N 21°03′04″E / 56.41639°N 21.05111°E